# CrazyNDaLazDayz
CrazyNDaLazDayz est le premier et unique album du trio de hip-hop Tear da Club Up Thugs, composé de Juicy J, Lord Infamous et DJ Paul, tous trois membres du groupe Three 6 Mafia.

## Contexte
Le trio Tear da Club Up Thugs se forme afin de capitaliser sur le succès du single Tear da Club Up du groupe Three 6 Mafia. Il est composé de la formation initiale de la Three 6 Mafia : Juicy J, Lord Infamous et DJ Paul. CrazyNDaLazDayz est le premier des Tear da Club Up Thugs, et sort en 1999 chez Relativity Records. Le trio ne sort pas de suite à cet album, Lord Infamous ayant quitté la Three 6 Mafia après leur album de 2003,.

## Contenu
L'album contient des paroles obscènes, dirigées notamment à l'égard des femmes ainsi que des références aux théories sur l'avènement de la fin du monde en l'an 2000,. AllMusic le décrit comme un album à l'approche agressive. Il présente plusieurs invités : Gangsta Boo, Crucial Conflict, les Hot Boys, Too $hort et Spice 1.
Produit par DJ Paul, l'album est dans un style crunk et prend son inspiration dans le rock alternatif. Mannie Fresh produit également une chanson de l'album.
L'une des chansons, Slob on My Knob, est une reprise d'une chanson préexistante de la Three 6 Mafia.
La pochette est designée par Pen & Pixel et s'inspire ouvertement de celles du label No Limit Records.

## Réception

### Réception commerciale
L'album débute à la 18ème place du Billboard 200. La chanson Player Why Ya Hatin avec les Hot Boys atteint la 74e place du classement Hot R&B/Hip-Hop Singles & Tracks de Billboard. Malgré son succès, la chanson est à l'époque plus remarquée pour la performance des Hot Boys que celle des Tear da Club Up Thugs.
CrazyNDaLazDayz est certifié disque d'or par la Recording Industry Association of America en janvier 2004.

### Réception critique
AllMusic lui décerne une note de trois étoiles sur cinq et déplore un album répétitif.

## Influence
En 2017, les chansons Plain Jane d'ASAP Ferg et No Limit de G-Eazy interpolent la chanson Slob on my Knob qui figure sur cet album. En 2018, le rappeur Future fait référence à cette même chanson sur la chanson King's Dead.